# Borussia Mönchengladbach
Maillots
Actualités
Le Borussia VfL Mönchengladbach est un club allemand de football, basé à Mönchengladbach en Rhénanie-du-Nord-Westphalie. Il est l'un des clubs les plus connus et les plus titrés du championnat allemand professionnel (Bundesliga) tel qu'il a été fondé en 1963. Le club a remporté 5 titres de champion en 1970, 1971, 1975, 1976 et 1977. Le Borussia Mönchengladbach a été aussi le premier club de l'ère professionnelle à remporter le championnat allemand deux fois d'affilée (en 1970 et 1971). Le mot Borussia est la forme latinisée de Prusse, un nom qui est souvent donné aux clubs de l'ancien Royaume de Prusse.
L'équipe est surnommée die Fohlen (« Les Poulains » en allemand). Ce surnom lui a été donné par l'un des plus grands entraîneurs du club, Hennes Weisweiler.
Le club évolue depuis 2008 en Bundesliga 1 après avoir terminé le championnat de Bundesliga 2 2007-2008 à la première place du classement. Les Poulains ont terminé l'édition 2011-2012 à la quatrième place qualificative pour le tour préliminaire de la Ligue des champions.

## Historique
- 1900 : Fondation du club sous le nom de Fußballklub Borussia 1900 M.-Gladbach ;
- 1919 : Fusion avec le Turnverein Germania 1889 pour former le VfTuR 1889 M.Gladbach ;
- 1921 : Révocation de la fusion, le club est renommé Borussia VfL 1900 e.V. M. Gladbach ;
- 1933 : Fusion forcée par le régime Nazi avec le Sportclub 1894 München-Gladbach pour former le SC Borussia München-Gladbach[3] ;
- 1934 : Révocation de la fusion ; le club est renommé Borussia VfL M. Gladbach ;
- 1945 : Dissolution par les Alliés. Le club est reconstitué peu après ;
- 1955 : Le club est renommé Borussia Verein für Leibesübungen 1900 e.V.[4] ;
- 1960 : 1re participation à une Coupe d'Europe (C2, saison 1960/1961) ;
- 1965 : Promotion en Bundesliga ;
- 1970 : Le club est pour la première fois sacré champion d'Allemagne ;
- 1975 : Première victoire d'un trophée européen (C3) ;
- 1977 : Première participation à une finale de C1.

### 1900-1960: De la fondation aux premières victoires
Le Borussia Mönchengladbach est fondé le 1er août 1900 par des anciens pensionnaires du club sportif Germania. Le premier nom du club est le Fussballklub Borussia 1900. Le club accède à la plus haute division de l'époque en 1912 et devient champion de l'Allemagne de l'ouest en 1920 après avoir battu le BC Cologne en finale 3-1. En 1921, le club se sépare du "Germania 1889"" avec qui il avait fusionné auparavant, le club devient alors le "Borussia VfL 1900". Le Borussia intègre la deuxième division en 1949 et monte en première division de l'Allemagne de l'ouest l'année suivante. À partir de la saison 1958-1959 le club parvient à se maintenir en première division et en finit avec ses relégations et remontées successives et remporte ses premiers titres.

### 1960-1970: Premiers succès
En août 1960, le club remporte la Coupe d'Allemagne de football face à Karlsruher SC (3-2). L'année suivante le Borussia devient le premier club allemand à participer à la nouvelle Coupe d'Europe des Vainqueurs de Coupe, cependant ils sont éliminés par les Glasgow Rangers en quart de finale. En 1965, le club accède au nouveau championnat d'Allemagne professionnel, la Bundesliga, et ce un an après l'arrivée au club de l'entraîneur Hennes Weisweiler dont le travail de recrutement axé sur de jeunes talents vaudra comme surnom aux joueurs "Die Fohlenelf" (les onze poulains).

### 1970-1980: Apogée
Dans les années 1970, le Borussia devient l'une des figures de proue du football allemand. Le 31 octobre 1969 le Borussia occupe pour la première fois la tête du championnat. Il est encore aujourd'hui le deuxième club à avoir occupé le plus le haut du tableau après le Bayern Munich. Le 30 avril 1970 les "poulains" s'adjugent leur premier titre de champion. Le légendaire entraîneur Weisweiler joue un grand rôle dans ce succès, son savant mélange entre jeunesse et expérience fait fureur sur la scène nationale. L'année suivante le Borussia remporte une nouvelle fois le championnat devant le Bayern Munich et devient alors le premier club à remporter deux fois de suite le championnat. Par la suite le Borussia continue à dominer le championnat tout en se distinguant sur la scène européenne. En 1972-1973 le club remporte la coupe d'Allemagne face à Cologne (2-1a.p.) et atteint la finale de la coupe de l'UEFA où il s'incline face aux reds de Liverpool.
La saison 1974-1975 est la plus glorieuse de l'histoire de club : après trois saisons de domination du Bayern Munich, le Borussia met fin à la série bavaroise en s'adjugeant le titre de champion et en remportant la Coupe de l'UEFA pour la première fois, réalisant ainsi le doublé coupe européenne-championnat. Sous la direction d'Udo Lattek, le successeur d'Hennes Weisweiler, parti au FC Barcelone, les poulains remportent encore le championnat en 1976 et en 1977. Seule déception de la saison 1976-1977, la défaite en finale de la Coupe des clubs champions européens face à Liverpool.
Si le Borussia ne remportera dès lors plus la Bundesliga, le club continuera de briller sur la scène nationale et continentale ; le 29 avril 1978 le club signe la plus large victoire de l'histoire de la Bundesliga, 12-0 face au Borussia Dortmund lors de la dernière journée, dans une tentative désespérée de remonter 10 buts au FC Cologne, leader à égalité de points avec le Borussia avant la dernière journée, mais sera malgré tout battu pour le titre de champion, à la différence de buts (3 buts). L'année suivante le Borussia remporte une fois de plus la Coupe UEFA face à l'Étoile Rouge de Belgrade. En 1980, il atteint de nouveau la finale de la compétition européenne mais s'incline face à un autre pensionnaire de la Bundesliga, l'Eintracht Francfort. Cependant, le déclin est amorcé lors d'une saison 1978-79 qui voit le club dégringoler en milieu de tableau, se battant, pour la première fois depuis 1965-66 et sa première accession en Bundesliga, contre la relégation.

### 1980-1987: Déclin et soubresauts
Au début des années 1980,en dépit de nombreuses cessions de joueurs dues à des impératifs financiers tout au long des années 1970, le club fait toujours partie des bons clubs du championnat de RFA, mais ne parvient plus à être sacré champion. Il atteint la finale de la Coupe d'Allemagne en 1984 (après avoir fini 3e en Bundesliga, à égalité de points avec le champion, VfB Stuttgart), mais est battu aux tirs au but par le Bayern de Munich. En 1987, les poulains accèdent pour la dernière fois jusqu'à présent à la demi-finale d'une Coupe d'Europe, en l'occurrence la Coupe UEFA, où ils sont éliminés devant leur public face à Dundee United.

### 1987-1994: Médiocrité
Les années 1987-93 sont une période difficile pour le Borussia. Malgré une finale de Coupe d'Allemagne de football perdue en 1992, le Borussia ne fait que végéter en milieu de tableau, échappant de peu à la relégation en 1989-90 (15e).

### 1994-1996: Espoir de renouveau
Le club, entraîné par l'Autrichien Bernd Krauss, et comportant des joueurs comme Stefan Effenberg, Martin Dahlin, Patrik Andersson ou Heiko Herrlich, amorce une reconquête avec une 5e place en 1994-95, puis une 4e place en 1995-96. Le club gagne en sus la Coupe d'Allemagne en 1995, en battant le VfL Wolfsburg en finale (3-0) et alignera ainsi deux saisons européennes, échouant en quarts de finale de la Coupe des Coupes en 95/96, puis au deuxième tour de la Coupe de l'UEFA en 96/97, contre l'AS Monaco (2-4,1-0) après avoir éliminé Arsenal au premier tour (3-2,3-2).

### 1996-2010:  «Ascenseur» entre Bundesliga et 2. Liga
Les saisons 96-97 et 97-98 voient le club se battre contre la relégation. En 1999, le club est relégué en Bundesliga 2 pour la première fois de son histoire. Deux ans plus tard, les poulains remontent en première division mais ne parviennent pas à retrouver le lustre d'antan. La saison 2006-2007 voit le Borussia descendre de nouveau à l'échelon inférieur après avoir terminé dixième de l'exercice précédent. Le club retrouve l'élite à l'issue de la saison 2008-2009 et n'a depuis plus quitté la Bundesliga.

### Depuis 2010: Retour au premier plan
La saison 2010-2011 voit le Borussia M'Gladbach lutter pour son maintien et réussir son pari puisque les poulains débutent la saison 2011-2012 au sein de l'élite. En effet, bien que dernier à l'issue des matchs aller avec seulement 10 points en 17 journées, le club parviendra à renouer avec le succès avec l'arrivée, en février 2011, de l'entraîneur suisse Lucien Favre, parvenant in extremis (dernier après la 30e journée) à accrocher les barrages, disputés victorieusement contre le VfL Bochum, 3e de la 2. Bundesliga (1-0,1-1).

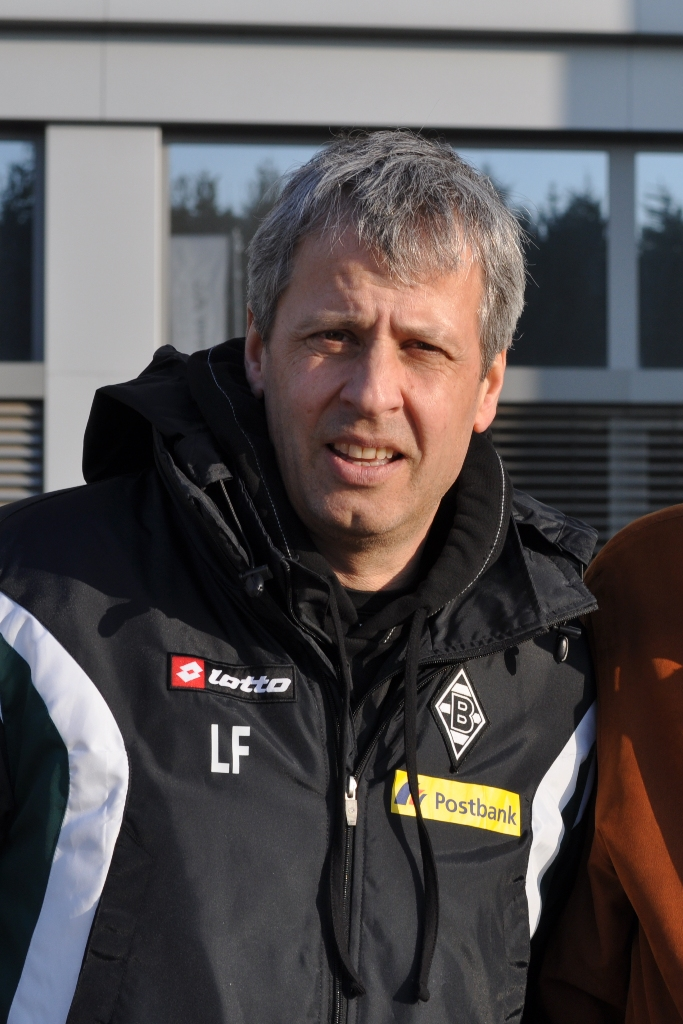
Lucien Favre, entraîneur de 2011 à 2015.

Si les années précédentes ne se sont pas révélées exceptionnelles, la saison 2011-2012 voit le Borussia revenir sur le devant de la scène nationale, battu en demi-finale de la Coupe d'Allemagne par le Bayern Munich, aux tirs au but. En outre et surtout, le Borussia parvient à atteindre la quatrième place du championnat, synonyme de qualification pour le tour préliminaire de la Ligue des champions, le meilleur classement depuis 1995-1996. Cette saison est de loin la plus aboutie de l'histoire récente du club, puisque le Borussia a presque occupé toute la saison le trio de tête avant de voir le FC Schalke 04 lui prendre la troisième place lors des dernières journées. Cette saison est également marquée par l'éclosion d'un nouveau talent en la personne de Marco Reus qui est l'un des grands artisans du succès des poulains, ce qui lui permettra d'être désigné meilleur joueur de la Bundesliga cette saison-là. En outre, le club parvient à séduire public et commentateurs en renouant avec un jeu léché, basé sur des passes courtes à une touche de balle, qui lui vaudra, un temps, le sobriquet de "Borussia Barcelona", en référence au "tiki-taka" du club catalan.
À l'été 2012, le club, renouant avec la tradition des années 1970-80, sera obligé de laisser partir trois de ses titulaires vers ses trois concurrents directs de la saison 2011-12, à savoir le défenseur Dante (Bayern), le milieu défensif Roman Neustädter (Schalke 04), et surtout Marco Reus, qui rejoint le champion, Borussia Dortmund, pour plus de 17 millions d'euros.
Une fois n'est pas coutume, et fort des sommes engendrées par les transferts de Reus et Dante (4,7 millions d'euros), le club procède à une politique d'investissements massifs, en recrutant notamment l'Espagnol Álvaro Domínguez (Atletico Madrid, défense centrale), le jeune international suisse Granit Xhaka (FC Bâle, milieu) et l'attaquant néerlandais Luuk de Jong (Twente Enschede). Au total, on estime à 30 millions d'euros le montant des investissements, un record absolu pour le club. Il est à noter que parmi ce trio, seul Dominguez s'est imposé à terme en tant que titulaire dans l'équipe. De Jong a été freiné par une blessure (4 buts en 13 matches, toutes compétitions confondues), Granit Xhaka a perdu sa place de titulaire à l'issue de la 8e journée.
Le début de la saison 2012-2013 est marqué par la victoire lors du premier tour de la coupe d'Allemagne face à l'Alemannia Aachen (Aix-la Chapelle) (2-0) et par la défaite lors du barrage aller de Ligue des champions face au Dynamo Kiev (3-1). Les poulains remportent le match retour 2-1; néanmoins cette victoire ne leur permet pas d'accéder à la phase de poule de la Ligue des champions. Le club est donc reversé en Ligue Europa et tombe dans le groupe de l'Olympique de Marseille, du SK Fenerbahçe et de l'AEL Limassol. Au terme des cinq premiers matches de la Ligue Europa (2 victoires, 2 nuls, 1 défaite) le Borussia assure sa qualification au tour suivant de la compétition. Les poulains éliminent donc l'Olympique de Marseille et finiront deuxième de leur groupe derrière l'équipe stambouliote de Fenerbahçe.
En championnat, après seize journées, l'équipe est 8e à trois points de la quatrième place (qualificative pour la Ligue des champions) et douze points d'avance sur la seizième place (barragiste). L'équipe, si elle a perdu de son lustre par rapport à la saison précédente, a réussi à se stabiliser en défense après un passage à vide (13 buts encaissés en 3 matches face à Dortmund, Istanbul et Brême) et à renouer avec une certaine efficacité devant le but, avec notamment 8 réalisations (souvent spectaculaires) du milieu offensif vénézuélien Juan Arango. La 17e journée de Bundesliga voit les poulains défier le leader, le Bayern Munich, à l'Allianz Arena. Le match se solde par un match nul 1-1 où le gardien du Borussia Marc-André ter Stegen éclabousse la partie de son talent en empêchant à de multiples reprises les bavarois d'égaliser. Mais il cèdera finalement sur une frappe croisée de Xherdan Shaqiri. Au terme de cette journée, 'Gladbach est toujours huitième à cinq points de la troisième place et à seulement un point de la cinquième position. Le tirage au sort des seizièmes de finale de la Ligue Europa, effectué le 20 décembre, permet aux poulains de  connaître leur adversaire. Ce seront les Italiens de la Lazio Rome.
Après la trêve hivernale le club enchaîne les contre-performances, après avoir fait un match nul sur le terrain d'Hoffenheim, ils battent le Fortuna Düsseldorf. L'équipe perd deux fois et réalise un match nul lors des trois matchs suivants, défaite face à Nuremberg, match nul face à Leverkusen et défaite à Hambourg (1-0). Dans la même période l'équipe est éliminée de la Ligue Europa face à la Lazio, après un match nul 3-3 au match aller, les poulains sont défaits 2-0 à Rome.
Les poulains terminent finalement le championnat à la huitième position avec 47 points, à huit points de la quatrième place, qualificative pour le tour préliminaire de la Ligue des champions. Le Borussia ne sera donc pas qualifié en coupe d’Europe la saison suivante et pourra donc se concentrer exclusivement sur la Bundesliga et la Coupe d'Allemagne.
La saison 2013-2014 commence du côté des transferts. Le club est peu actif durant le mercato estival et enregistre les arrivées de Raffael et de Joel Mero. Quelques joueurs intègrent le groupe professionnel comme Mahmoud Dahoud ou encore Nico Brandenburger. Le Borussia enregistre également l'arrivée de Christoph Kramer, prêté par le Bayer Leverkusen.
La saison commence très mal pour Gladbach. En effet, ils sont éliminés de la Coupe d'Allemagne lors du premier tour par le SV Darmstadt 98 au terme d'un match nul 0-0. Lors de la première journée de Bundesliga, les poulains doivent se déplacer chez l'un de leurs plus grands rivaux, le Bayern Munich. La rencontre se solde par une défaite 3-1 à l'Allianz Arena, face au tenant du titre. Néanmoins Les poulains vont réagir lors de la journée suivante infligeant un cinglant 3-0 à Hanovre avant d'aller enregistrer une deuxième défaite sur la pelouse du Bayer Leverkusen (4-2). La quatrième journée se solde par une nouvelle belle victoire à domicile face au Werder Brême sur le score de 4 buts à un. La journée suivante se solde une nouvelle fois par une défaite à l'extérieur cette fois-ci face à Hoffenheim (2-1). À partir de là, le Borussia entame une série de trois matchs sans défaite avec une victoire face à l'Eintracht Brunswick (4-1), un match nul sur la pelouse d'Augsbourg mettant ainsi fin à la série de défaites à l'extérieur le 27 septembre,, et enfin une victoire à l'arraché face au Borussia Dortmund (2-0). Un match que Dortmund va dominer jusqu'à la 70e minute, mais se heurtant par deux fois aux montants, et aux multiples parades d'un Marc-André ter Stegen des grands jours. Cette victoire permet ainsi un resserrement  au classement, les trois premiers se tenant en un point. Le Borussia, grâce à cette victoire, remonte à la quatrième place ce qui lui permet de se replacer avant la trêve internationale et donc de l'aborder avec une certaine sérénité.
L'équipe parvient à décrocher en 2020 la 4e place qualificative pour la Ligue des champions en coiffant sur le poteau le Bayer Leverkusen.

### Anecdotes
Lors de la saison 1970-1971 le Borussia vit un fait historique de son parcours en Bundesliga lors du match comptant pour la 27e journée de la Bundesliga. Les poulains recevaient le Werder Brême, à la 88e minute de ce match sur une action du Borussia Mönchengladbach, l'attaquant Herbert Laumen manque une reprise de la tête et renverse le gardien du Werder dans ses filets. À ce moment, les montants du but s'effondrent. N'ayant pas la possibilité de les remplacer l'arbitre met un terme à la rencontre. La fédération allemande donnera la victoire au Werder sur tapis vert. Cela n'empêchera pas les joueurs du Borussia d'être sacrés champion quelques semaines plus tard alors qu'ils étaient au coude à coude avec le Bayern Munich.
Le 20 octobre 1971, lors de sa confrontation avec l'Inter de Milan en Coupe d'Europe des clubs champions (C1), le club remporte une victoire demeurée historique par son ampleur (7-1), mais aussi par le fait que le match fut ensuite annulé et rejoué (0-0, synonyme d'élimination pour le Borussia) à la suite de « l'affaire de la boîte ». À la 28e minute, l'Italien Roberto Boninsegna est touché à l'épaule par une boîte de limonade (vide) lancée depuis le public. Il sera évacué sur une civière à la suite de cet incident, entraînant l'annulation a posteriori du match, malgré le témoignage de l'arbitre et d'autres protagonistes concluant à une simulation.
De fait, malgré cinq titres de champion entre 1970 et 1977, le club n'arrivera jamais à remporter la C1, échouant en finale en 1977 face à Liverpool, puis en demi-finales l'année suivante, toujours face à Liverpool (la "bête noire" du Borussia dans les années 1970, puisque le club avait déjà échoué face aux Anglais en finale de la Coupe de l'UEFA en 1973 (0-3, 2-0).
Le Borussia, depuis, possède pour beaucoup une aura très particulière d' "échec splendide", corroborée par divers autres incidents comme la fameuse remontée désespérée de la saison 1977-1978 (12-0, en vain, contre Dortmund, lors de la dernière journée de championnat), une élimination jugée injuste face au Real Madrid en C1 en mars 1976 (2-2 à l'aller, 1-1 à Madrid avec deux buts refusés au Borussia pour des raisons peu évidentes), voire l'élimination mi-flamboyante, mi-pathétique face au même Real en Coupe de l'UEFA en 85-86 (5-1 à l'aller, 0-4 au retour).
Le club dispose du record de la plus large victoire dans le championnat allemand, 12-0 face au Borussia Dortmund le 29 avril 1978.

## Palmarès

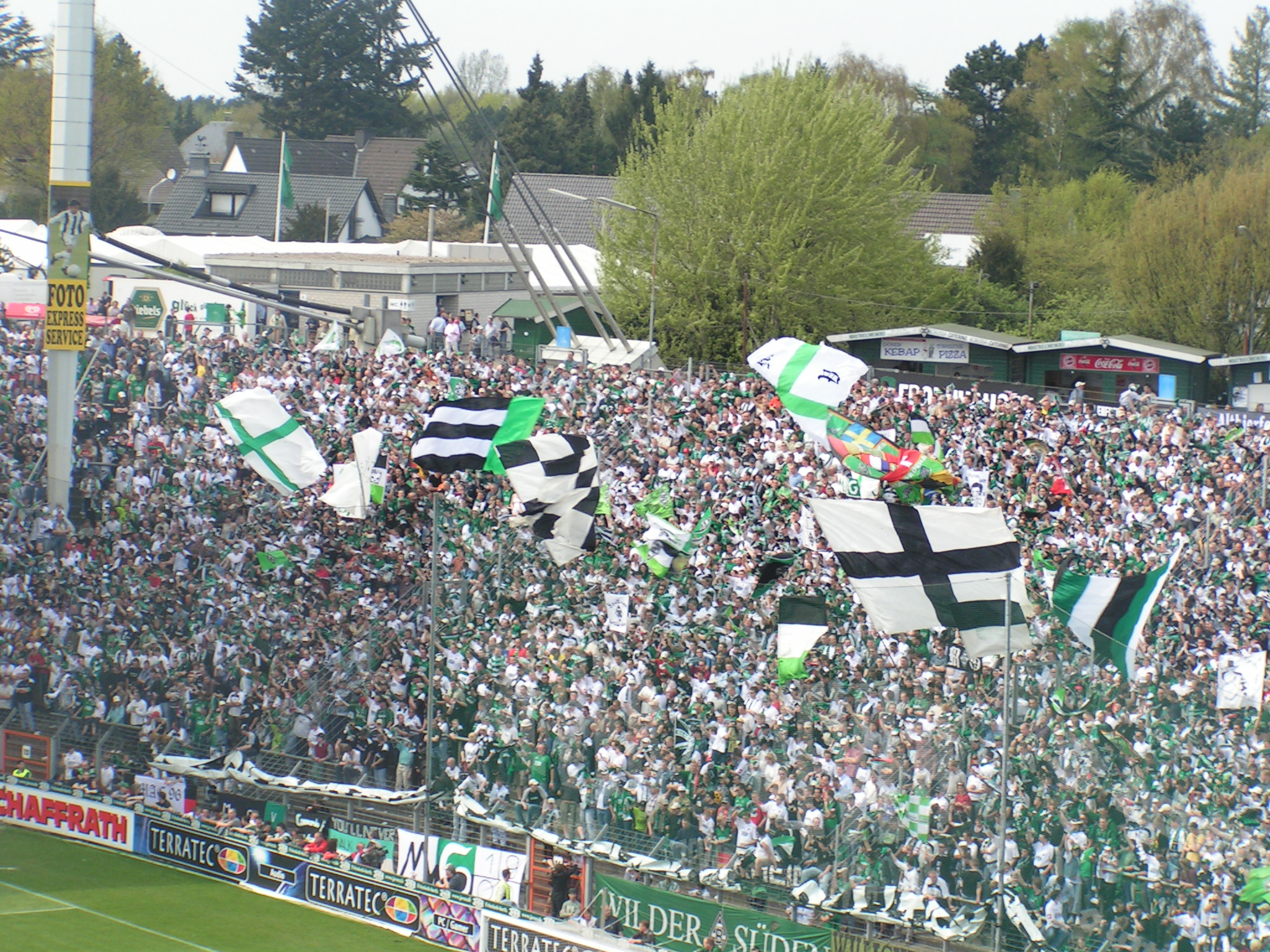
Supporters de Monchengladbach au Bökelbergstadion.

- Coupe d’Europe des clubs champions (0
  - Finaliste : 1977
- Coupe UEFA (2) :
  - Vainqueur : 1975 et 1979
  - Finaliste : 1973 et 1980
- Championnat d’Allemagne (5) :
  - Champion : 1970, 1971, 1975, 1976 et 1977
  - Vice-champion : 1974 et 1978
- Coupe d’Allemagne (3) :
  - Vainqueur : 1960, 1973 et 1995
  - Finaliste : 1984 et 1992
- Championnat d'Allemagne de D2 (1) :
  - Champion : 2008
  - Vice-champion : 2001
- Supercoupe d’Allemagne (non officielle) (1) :
  - Vainqueur : 1977
- Trophée Joan Gamper (1) :
  - Vainqueur : 1972

## Stade
Le Borussia M'Gladbach évolue dans le Borussia-Park depuis le 30 juillet 2004, venant ainsi remplacer le Bökelbergstadion qui était le premier stade du Borussia. Le Borussia-Park est un stade ultra moderne de 54 067 places dont 37 922 places assises et 16 145 places debout. Pour les matchs internationaux sa capacité est réduite à 46 249 places, qui sont pour ces occasions seulement des places assises. Il fut construit pour la candidature infructueuse pour la Coupe du monde 2006 pour un coût de construction de 86,9 millions d'euros.

## Personnalités du club

### Entraîneurs
Liste des entraîneurs du Borussia Mönchengladbach depuis 1946, :
- Hans Krätschmer : 1946-1949
- Werner Sottong : 1949-1950
- Heinz Ditgens et  Paul Pohl : 1950-1951
- Fritz Pliska (1) : 1951-1953
- Fritz Silken : 1953-1955
- Klaus Dondorf : 1955-1957
- Fritz Pliska (2) : 1957-1960
- Bernd Oles : 1960-1962
- Fritz Langner : 1962-1964
- Hennes Weisweiler : 1964-1975
- Udo Lattek : 1975-1979
- Jupp Heynckes (1) : 1979-1987
- Wolf Werner : 1987-novembre 1989
- Gerd vom Bruch : novembre 1989-septembre 1991
- Bernd Krauss (intérim) : septembre-octobre 1991
- Jürgen Gelsdorf : octobre 1991-novembre 1992
- Bernd Krauss : novembre 1992-décembre 1996
- Hans Bongartz : décembre 1996-novembre 1997
- Norbert Meier : décembre 1997-mars 1998
- Friedel Rausch : avril-novembre 1998
- Rainer Bonhof : novembre 1998-août 1999
- Hans Meyer : septembre 1999-mars 2003
- Ewald Lienen : mars-septembre 2003
- Holger Fach : septembre 2003-octobre 2004
- Horst Köppel (intérim) : octobre-novembre 2004
- Dick Advocaat : novembre 2004-avril 2005
- Horst Köppel : avril 2005-2006
- Jupp Heynckes (2) : 2006-janvier 2007
- Jos Luhukay : février 2007-octobre 2008
- Christian Ziege (intérim) : octobre 2008
- Hans Meyer : octobre 2008-2009
- Michael Frontzeck : 2009-février 2011
- Lucien Favre : février 2011-septembre 2015
- André Schubert : septembre 2015-décembre 2016
- Dieter Hecking : décembre 2016-juin 2019
- Marco Rose : juin 2019-juin 2021
- Adi Hütter : juin 2021-mai 2022
- Daniel Farke : juin 2022- juin 2023
- Gerardo Seoane : depuis juin 2023

### Effectif professionnel actuel
Le premier tableau liste l'effectif professionnel de 'Gladbach pour la saison 2025-2026. Le second recense les prêts effectués par le club lors de cette même saison.
En grisé, les sélections de joueurs internationaux chez les jeunes mais n'ayant jamais été appelés aux échelons supérieurs une fois l'âge-limite dépassé ou les joueurs ayant pris leur retraite internationale.

## Structure du club

### Sponsors
| Principaux sponsors et équipementiers du club depuis 1976 | Principaux sponsors et équipementiers du club depuis 1976 | Principaux sponsors et équipementiers du club depuis 1976 | Principaux sponsors et équipementiers du club depuis 1976 |
| Période                                                   | Équipementier                                             | Sponsor                                                   | Branche                                                   |
| --------------------------------------------------------- | --------------------------------------------------------- | --------------------------------------------------------- | --------------------------------------------------------- |
| 1976–1980                                                 | Puma                                                      | Ruhrgas                                                   | Energie                                                   |
| 1980–1983                                                 | Puma                                                      | Datsun                                                    | Automobile                                                |
| 1983–1990                                                 | Puma                                                      | Ruhrgas                                                   | Energie                                                   |
| 1990–1992                                                 | Puma                                                      | Tuborg                                                    | Brasserie                                                 |
| 1992–1994                                                 | Asics                                                     | Trigema                                                   | Articles de sport                                         |
| 1994-1995                                                 | Asics                                                     | Diebels                                                   | Brasserie                                                 |
| 1995–1997                                                 | Reebok                                                    | Diebels                                                   | Brasserie                                                 |
| 1997–2002                                                 | Reebok                                                    | Belinea                                                   | Informatique                                              |
| 2002–2003                                                 | Reebok                                                    | Jever                                                     | Brasserie                                                 |
| 2003–2005                                                 | Lotto                                                     | Jever                                                     | Brasserie                                                 |
| 2005–2009                                                 | Lotto                                                     | Kyocera                                                   | Electronique                                              |
| 2009–2013                                                 | Lotto                                                     | Postbank                                                  | Banque                                                    |
| 2013–2018                                                 | Kappa                                                     | Postbank                                                  | Banque                                                    |
| 2018–2020                                                 | Puma                                                      | Postbank                                                  | Banque                                                    |
| 2020-2024                                                 | Puma                                                      | Flatex                                                    | Courtage                                                  |
| 2024-                                                     | Puma                                                      | Reuter                                                    | Commerce en ligne                                         |

## Culture

### Amitiés et rivalités
Après la victoire en coupe contre le 1. FSV Mayence 05 le 25 octobre 1994, qui avec  le score de 6:4 fut un match de haut niveau, une amitié se lie entre les Mainzer et les Borussen, l'amitié a entretemps presque disparu.
Il existe une amitié avec le FC Liverpool du fait de nombreuses rencontres en coupe d'Europe. Encore aujourd'hui l'amitié existe et certains se rendent encore visite. Les fans rassemblèrent 21.000 DM en mémoire des 96 morts de la Tragédie de Hillsborough (1989),. Pour les 110 ans du Borussia Mönchengladbach, le 1er août 2010, beaucoup de fans du FC Liverpool vinrent à Mönchengladbach pour voir le match amical organisé par les deux équipes qui accueillit 51 515 spectateurs au Borussia-Park. Mönchengladbach gagna 1-0. Il existe une très grande rivalité entre le Borussia Mönchengladbach et le 1. FC Cologne. Cette rencontre porte le nom de Rheinisches Derby (derby rhénan). C'est un classique de la Bundesliga.